# Grb Kube
Grb Kube se primjenjuje od 1906. godine. Na grbu je rimski fasces, na čijem je vrhu frigijska kapa, simbol slobode. Ispred je štit sa zlatnim ključem u gornjem dijelu, koji simbolizira ključnu poziciju Kube između dvije Amerike. Izlazeće sunce simbolizira rađanje novog naroda, a pet crta kubansku podjelu u kolonijalnom dobu. Na štitu je i palma, koja je simbol prirode te plemenitosti i snage kubanskog naroda.
Štit je okružen granama hrasta i lovora. Hrast simbolizira snagu nacije, a lovor čast i slavu.